# Иско
Франсиско Роман Аларкон Суарес, по-известен само като Иско, е испански футболист, роден на 21 април 1992 г. в Беналмадена, Малага, Андалусия. Играе като атакуващ полузащитник за Реал Бетис.

## Клубна кариера

### Валенсия
Продукт на школата на Валенсия, Иско прави дебют за първия отбор на 11 ноември 2010 г. в първия кръг на турнира за Купата на краля. Валенсия побеждава с 4 – 1, а Иско отбелязва два гола в срещата. Преди това Иско играе за резервния отбор на Валенсия, който изпада в същия сезон, а Иско завършва с един гол в 25 мача.
На 14 ноември 2010 г. прави дебюта си в Примера дивисион, заменяйки Ариц Адуриц в 70-ата минута на мача срещу Хетафе. Валенсия печели мача с 2 – 0. Помага на Валенсия Б да се завърне в третото ниво на испанския футбол, като реализира 15 гола през сезона.

### Малага
През юли 2011 г. Иско подписва 5-годишен договор с елитния Малага. Сумата по траснфера е 6 милиона евро.
Първия си гол за Малага отбелязва на 21 ноември 2011 г. при победата като гост с 3 – 1 над Расинг Сантандер. Седмица по-късно се разписва отново, този път при победата с 2 – 1 над Виляреал. Първия си пълен сезон за Малага завършва с 32 мача и пет гола, а отборът му се класира за Шампионска лига за първи път в историята си.
На 17 септември 2012 г., в първия мач на Малага в груповата фаза на Шампионска лига, Иско вкарва два гола на руския Зенит. Малага печели мача с 3 – 0, а Иско е избран за играч на мача.

### Реал Мадрид
На 17 юни 2013 г. Иско признава за оферта от Реал Мадрид и Манчестър Сити, но ще вземе окончателно решение за бъдещето си, след края на Европейското първенство на УЕФА до 21 години. На 26 юни президентът на Реал Мадрид Флорентино Перес потвърждава, че сделката с Иско вече е постигната и футболистът ще бъде представен официално през следващата седмица, след като премине медицинските прегледи. На следващия ден сайтът на Реал Мадрид също потвърждава думите на президента, че са подписали с Иско. Предвидено е футболистът да премине медицински прегледи на 3 юли и да бъде представен официално като първия нов състезател, подписал под ръководството на новия старши треньор Карло Анчелоти.
На 3 юли 2013 г. е представен официално като футболист на Реал Мадрид и подписва договор за 5 години. Сумата, за която Реал Мадрид го закупува, е около 30 млн. евро.

## Национален отбор
През 2009 г. Иско участва с отбора на Испания до 17 години на Световното първенство до 17 години. Испания завършва на 3-то място, а Иско отбелязва три гола по време на турнира.
През 2011 г. е избран да представя Испания на Световното първенство до 20 години. Отбелязва един гол по време на турнира, а отборът му отпада на четвъртфиналите след дузпи.
на 28 февруари 2012 г. е повикан в отбора на Испания до 23 г. за контролата срещу Египет, но не влиза в игра. На 15 май е повикан в националния отбор за контролите със Сърбия и Южна Корея. Иско е избран да представя Испания на Олимпиадата в Лондон. Започва като титуляр във всичките три мача, но Испания отпада още след края на груповата фаза.
През 2013 г. Иско взима участие в мачовете на националния отбор до 21 години на Европейското първенство на УЕФА до 21 години в Израел. На 18 юни 2013 г. на финала срещу Италия отбелязва четвъртия гол в 66-а минута при победата с 4 – 2 над италианците.
На самото първенство, провело се от 8 до 18 юни, Иско вкарва общо три гола и дели второ място при голмайсторите заедно с Тиаго Алкантара. Тиаго печели сребърната обувка при голмайсторите, заради това че има и една асистенция към головете си, а Иско няма и така той получава бронзовата обувка. След края на първенството младият испанец попада в идеалния отбор на турнира.
Отбелязва първия си гол за мъжкия отбор на Испания на 15 ноември 2014 г. в мач от квалификациите за Европейското първенство през 2016 срещу отбора на Беларус. Неговото попадение в срещата е за 1 – 0 в 18-ата минута, а крайният резултат е 3 – 0 за испанския отбор.

## Успехи

### Клубни
Реал Мадрид
. Ла Лига (3) : 2016/17,2019/20,2021/22
- Купа на Испания (1): 2013/14
- Шампионска лига (5): 2013/14, 2015/16,2016/17,2017/18,2021/22
- Суперкупа на Европа – (1): 2014
- Световно клубно първенство – (1): 2014

### Национален отбор
Испания до 17 г.
- Световно първенство на ФИФА до 17 години: 2009 (3-то място)

 Испания до 21 г.
- Европейско първенство на УЕФА до 21: 2013

### Индивидуални
- La Liga Breakthrough Player: 2012
- Golden Boy Award: 2012
- Европейско първенство на УЕФА до 21: 2013 – сребърна обувка (трето място и 3 гола), идеален отбор на турнира